# Окнина
О́книна (укр. Ві́книна) — село в Гайворонской городской общине Голованевского района Кировоградской области Украины.
До 2020 года входило в Гайворонский район
Раньше Терновской волости Гайсинского уезда Каменец-Подольской губернии.
Население по переписи 2001 года составляло 931 человек. Почтовый индекс — 26310. Телефонный код — 5254. Код КОАТУУ — 3521184401.

## Известные уроженцы
- Годованец, Никита Павлович — поэт-баснописец.
- Сокур, Иван Тарасович — зоолог
- Штолько, Валентин Григорьевич — народный архитектор Украины.